# فرنسيس ويلسون (عالم سياسة)
فرنسيس ويلسون (بالإنجليزية: Francis Wilson)‏ هو عالم سياسة أمريكي، ولد في 26 نوفمبر 1901 في جنكشن في الولايات المتحدة، وتوفي في 24 مايو 1976.